# Niezhai
Niezhai (kinesiska: 聂寨, 聂寨乡) är en socken i Kina. Den ligger i provinsen Henan, i den centrala delen av landet, omkring 33 kilometer väster om provinshuvudstaden Zhengzhou.
Genomsnittlig årsnederbörd är 617 millimeter. Den regnigaste månaden är juli, med i genomsnitt 126 mm nederbörd, och den torraste är december, med 4 mm nederbörd.